# Вайсбах (Хоэнлоэ)
Вайсбах (нем. Weißbach) — община в Германии, в земле Баден-Вюртемберг.
Подчиняется административному округу Штутгарт. Входит в состав района Хоэнлоэ. Подчиняется управлению «Миттлерес Кохерталь». Население составляет 2112 человек (на 31 декабря 2010 года). Занимает площадь 12,77 км².
Коммуна подразделяется на 2 сельских округа.